# آنخلس کاسو
ماریا دِ لوس آنخِلِس کاسو ماچیکادو (اسپانیایی: María de los Ángeles Caso Machicado‎؛ زادهٔ ۱۶ ژوئیهٔ ۱۹۵۹) نویسنده، روزنامه‌نگار، مجری تلویزیون و مترجم اهل اسپانیا است که تاکنون برندهٔ چندین جایزهٔ ادبی شده است. وی برای تله‌بیسیون اسپانیولا، کادنا سر و رادیو ملی اسپانیا خبرنگاری و نویسندگی کرده است.
از فیلم‌هایی که وی در آن‌ها نقش داشته است، می‌توان به دایه عزیز اشاره نمود.